# Sallehuddin di Kedah
Il generale di brigata Datuk Sri Diraja Mahmud Sallehuddin ibni Al-Marhum Sultan Badlishah (Alor Setar, 30 aprile 1942), è il 29º sultano di Kedah in Malaysia dal 2017.

## Primi anni di vita
Tunku Mahmud Sallehuddin è nato ad Alor Setar il 30 aprile 1942. È il nono figlio del sultano Badlishah. Sua madre era Tengku Asma binti Sultan Sulaiman, figlia del sultano Sulaiman Badrul Alam Shah di Terengganu.

## Carriera militare
La carriera militare del principe è cominciata con l'ingresso come cadetto presso l'Accademia militare indiana di Dehradun il 23 luglio 1962 in cui si è diplomato il 30 giugno dell'anno successivo. Nel febbraio del 1964 ha ricevuto l'incarico di tenente di stanza presso il 12º battaglione del Reggimento reale malese con sede nel Kelantan. In seguito è stato promosso al grado di colonnello.
Durante i suoi servizi è stato coinvolto in diverse operazioni di sicurezza nelle zone di frontiera con la Thailandia.

## Tunku Temenggong di Kedah
Il 28 novembre 1981 è stato proclamato Tunku Temenggong. Dal dicembre del 2011 al dicembre del 2016 ha fatto parte del Consiglio di reggenza che ha governato il Kedah quando il fratello maggiore, Abdul Halim serviva come Yang di-Pertuan Agong. Dal 21 maggio 2014 ha presieduto il Consiglio di reggenza.

## Raja Muda di Kedah
Il 16 dicembre 2016, qualche giorno dopo la conclusione del mandato di Abdul Halim come Yang di-Pertuan Agong, Tunku Sallehuddin è stato proclamato raja muda di Kedah in una cerimonia tenutasi presso l'Istana Anak Bukit di Alor Setar. Il precedente erede al trono era il suo fratellastro maggiore, Tunku Abdul Malik che è morto per cause naturali il 29 novembre del 2015.
Tunku Sallehuddin detiene una serie di posizioni importanti, tra cui quella di cancelliere della Cyberjaya University College of Medical Sciences e di presidente del Consiglio religioso islamico del Kedah.

## Sultano
Tuanku Mahmud Sallehuddin Sallehuddin è stato proclamato 29º sultano di Kedah il 12 settembre 2017. È succeduto al fratellastro Abdul Halim, deceduto il giorno precedente.
Il 22 ottobre 2018 è stato ufficialmente intronizzato come sultano presso l'l'Istana Anak Bukit Balai Besar e gli è stato attribuito il nome di "al Aminul Karim". La cerimonia, trasmessa in diretta televisiva, è stata la prima dal 1959. All'evento hanno partecipato anche il principe ereditario del Brunei Al-Muhtadee Billah e sua moglie, la principessa ereditaria Sarah, a nome del sultano Hassanal Bolkiah, e l'attuale primo ministro malese, il dottor Mahathir Mohamad, il cui figlio, Mukhriz Mahathir, l'attuale ministro capo di Kedah, ha letto il documento di proclamazione dell'intronizzazione.

## Matrimonio e figli
Tunku Sallehuddin è sposato con Tengku Maliha binti Tengku Ariff che appartiene alla famiglia reale del Kelantan. Quando il marito aveva il titolo di Tunku Temenggong ella aveva quello di Toh Puan Temenggong. Il 16 dicembre 2016 Tengku Maliha ha ricevuto il titolo di Raja Muda Puan.
Dall'unione sono nati due figli:
- Tunku Sarafuddin Badlishah (nato il 2 marzo 1967);
- Tunku Shazuddin Ariff (nato il 27 aprile 1970).